# Ludi Plebeii
I Ludi Plebeii erano una festività romana religiosa che si svolgeva dal 4 al 17 novembre. I giochi (ludi) includevano sia rappresentazioni teatrali (ludi scaenici) sia competizioni atletiche. Erano inoltre presentati dagli edili plebei

## Dove erano rappresentati
Secondo un'antica fonte, essi erano tenuti nel Circo Flaminio, che era associato alla gente comune di Roma (la plebe). Quasi tutti gli altri giochi si svolgevano all'interno del Circo Massimo.
Il Circo Flaminio fu costruito dal censore plebeo Gaio Flaminio Nepote nel 220 a.C., e i primi giochi potrebbero essere stati tistituiti da quello stesso anno. Essi erano ricordati per essere tenuti ogni anno dal 220 a.C., ma potrebbero essere anche più antichi.

## Festeggiamenti[4]
I Ludi Plebeii celebravano la liberà politica dei plebei, ma la tradizione variava a seconda della libertà del periodo: sotto la tirannia dei Tarquini oppure sotto il dominio dei patrizi della prima Repubblica romana (vedi Conflitto degli ordini).
I giochi plebei potevano essere celebrati tra la gente comune senza un posto ufficiale sul calendario ufficiale fino a quando i plebei non raggiunsero posizioni più elevate rispetto ai patrizi. Cicerone credeva che fossero i ludi più antichi di Roma.
Sarebbe più giusto dire che i Ludi Plebeii furono i primi giochi pubblici a partire dal 220 a.C.. E poiché lo svolgimento dei giochi plebei era estremamente simile ai Ludi Romani, T.P. Wiseman suggerì che furono creati dalla plebe come affermazione della loro identità, forse già a partire dal V-IV secolo a.C..
Durante la manifestazione, si teneva anche la festa di Giove (Epulum Iovis), il 13 novembre, una parata di cavalleria, il 14 novembre, oltre a giochi nei circo (ludi circenses, principalmente corse dei carri) 15–17 novembre). Il posto dove erano rappresentati, il Circo Flaminio, potrebbe essere un errore da parte di una delle fonti antiche che riporta questo fatto: il Circo Flaminio non aveva una pista per corse di carri. Una processione simile a quella dei Ludi Romani era pure parte di questa festività. Plauto per primo presentò la sua commedia Stichus ai giochi plebei dei 200 a.C. Tito Livio nota che i ludi furono ripetuti tre volte nel 216 a.C., a causa di un errore rituale (vitium) che interruppe il corretto svolgimento.
Nel 161 a.C. il console Gaio Fannio Strabone propose la legge, che a lui deve il nome di Lex Fannia, la quale fissava il limite di spesa per i pranzi organizzati in queste occasioni, alla cifra di 100 assi.